# (20817) Liuxiaofeng
(20817) Liuxiaofeng (2000 TT50) – planetoida z pasa głównego asteroid okrążająca Słońce w ciągu 4,6 lat w średniej odległości 2,77 j.a. Odkryta 1 października 2000 roku.